# Cuenca del Araguaia-Tocantins

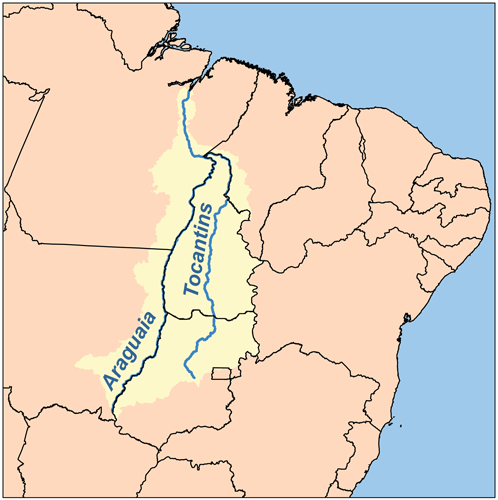
Localización de la Cuenca del Araguaia-Tocantins.

La cuenca hidrográfica Araguaia-Tocantins, también llamada cuenca Tocantins, es una cuenca hidrográfica brasileña, ubicada casi por completo entre los paralelos 2°S y 18°S y los meridianos 46°W y 56°W. Los principales ríos de la cuenca son Tocantins y el Araguaia.
La cuenca se extiende a los estados de Tocantins y Goiás (58%), Mato Grosso (24%), Pará (13%), Maranhão (4%), además del Distrito Federal (1%). Es la mayor cuenca hidrográfica totalmente brasileña.
Para fines de gestión de recursos hídricos, se inserta en la región hidrográfica Tocantins-Araguaia.

## Características generales
Su extensión es de aproximadamente 2.500 km, desde su origen, en la confluencia del río Maranhão con el río de las Almas (Goiás), hasta la hoz, en la bahía de Marajó (Pará). Tiene una configuración alargada en el sentido longitudinal, que sigue los dos ejes fluviales – el Tocantins y el Araguaia – que se unen en el extremo norte de la cuenca hidrográfica. El Tocantins desemboca en el río Pará, que corre al sur de la isla de Marajó y pertenece al estuario del río Amazonas. Se considera el río Pará como un paraná, es decir, un brazo del río Amazonas que recibe las aguas del Tocantins (o un canal de conexión entre los dos ríos).
El relieve es considerado monotopo, con altitudes variando entre 350m y 500m, excepto en las nacientes, donde llega a más de 1.000m. En la región de Tucuruí, las altitudes son inferiores a 10m.
La cuenca del Tocantins-Araguaia es la segunda en producción de energía de Brasil. La descarga media de la cuenca hidrográfica, en Tucuruí, es estimada en 12.000 m³/s, siendo la contribución de los ríos Araguaia y Tocantins similares, y del río Itacaiúnas, bastante inferior (600m³/s).
La cuenca comprende aproximadamente 767.000km² (cerca de 7,5% del territorio nacional) distribuida, principalmente entre los ríos Araguaia
(382.000 km²), Tocantins (343.000 km²) y Itacaiúnas (42.000 km²), el mayor contribuyente del curso inferior del Tocantins.
Sus límites son:
- Sur -  cuencas de Paraná – Paraguay,
- Oeste  - Cuenca del Xingu
- Este - Cuenca del río San Francisco
- Nordeste - Cuenca del Parnaíba

Los principales biomas de la región son la Amazonia al norte y el Cerrado al sur. A pesar de ser una región de baja densidad poblacional, algunos factores contribuyeron para la devastación de estos biomas, como la construcción de la carretera Belén-Brasilia, la Fábrica hidroeléctrica de Tucuruí y la expansión de las actividades agropecuarias y de minería.

## Subcuenca Tocantins
El nacimiento del río Tocantins se localiza en la naciente en el estado de Goiás, al norte de Brasilia. Los formadores del Tocantins son los ríos Paranã y Maranhão.
El Tocantins compone el paisaje del Planalto Central de Brasil. La vegetación de cerrado  recubre el 76% de la subcuenca. El área correspondiente al curso inferior del Tocantins, así como la cuenca del Itacaiunas, está cubierta por la floresta amazónica. 
El río Tocantins nace en el Escudo Brasileño y fluye en la dirección norte por cerca de 2.500 km hasta desaguar junto al Delta del Amazonas, en la bahía de Marajó, en las proximidades de Belén.

## Subcuenca Araguaia
A subcuenca del río Araguaia, con un área de 86.109 km², está situada a noroeste de Goiás y comprende 49 municipios del Estado, entre ellos, Son Miguel del Araguaia, Crixás y Goiás Viejo.
El río Araguaia nace en la sierra del Caiapó en el paralelo 18°, en la divisa de Goiás con Mato Grosso, a una altitud de 850 m y recorre una extensión de 2.115 km, hasta juntarse al Tocantins,  en la localidad de Son João del Araguaia, antes de Marabá. Desemboca junto a la hoz del Amazonas. Su cuenca de captación y drenaje totaliza 382.000 km², y sus principales afluentes dentro del territorio goiano son: río Agua Limpia, río Babilonia, río Caiapó, río Claro, río Crixás Açu, río Crixás Mirim,  río del Pez I,  río del Pez II,  río Pintado, río Matrixã, río Rojo. 
En el extremo nordeste del estado de Mato Grosso, el río Araguaia y el río Javaés forman la isla de Bananal, la mayor isla fluvial del mundo. 
El Araguaia es navegable en cerca de 1.160 km, entre San João del Araguaia y Belleza, sin embargo no hay centro urbano importante, en ese tramo. 
El clima es de naturaleza continental tropical,  debido a su posición continental,  no sufriendo el efecto directo de la confluencia intertropical. Se presenta semihúmedo con tendencia a húmedo caracterizándose, según Köppen, en el tipo Aw, de sabanas tropicales, con cuatro a cinco meses secos.
Las características climatológicas predominantes de la región son:
- Precipitación media anual se sitúa en cerca de 1.600 mm;
- El periodo lluvioso es de octubre a abril, con mayo siendo el mes de transición para el periodo seco que va de junio a septiembre.

Las temperaturas medias anuales en la región disminuyen a medida que aumenta la latitud,  situándose,  para las cuencas de los ríos Javaés y Hermoso,  entre los valores de 24 y 25 °C. Las bajas amplitudes térmicas verificadas se deben a las características topográficas de la región, típicamente de llanura. 
Los municipios incluidos en la Cuenca del río Araguaia son: Alto Horizonte, Amaralina, Amorinópolis, Aragarças, Araguapaz, Arenópolis, Aruanã, Aurilândia, Baliza, buen Jardín de Goiás, Bonópolis, Britânia, Buriti de Goiás, Cascada de Goiás, Caiapônia, Campos Verdes de Goiás, Córrego del Oro, Crixás, Diorama, Doverlândia, Faina, Hacienda Nueva, Goiás, Guaraíta, Guarinos, Iporá, Israelândia, Itapirapuã, Ivolândia, Jaupaci, Jussara, Matrinchã, Moiporá, Montes Claros de Goiás, Mossâmedes, Mozarlândia,Mineros, Mundo Nuevo, Nueva Crixás, Nueva Iguaçu de Goiás, Nuevo Brasil, Nuevo Planalto, Palestina de Goiás, Piranhas, Sanclerlândia, Santa Fe de Goiás, Santa Rita del Araguaia, Santa Terezinha de Goiás, Son João Del Rey,Uirapuru y Xambioá.